# Pôle aboral
Le pôle aboral est, chez les coraux, la zone opposée à la zone buccale, appelée pôle oral.